# Михаил III (митрополит Киевский)
Митрополит Михаил III (XII век) — митрополит Киевский (1170-е годы).
В синодальном постановлении константинопольского патриарха от 24 марта 1171 года о принесении присяги императору Мануилу I Комнину и его сыну Алексею II, родившемуся в 1169 году, среди 24 присутствовавших митрополитов двенадцатым, в полагающейся последовательности, значится Michail Rosias. В дореволюционной историографии это свидетельство не учитывалось, поскольку считалось, что Константин II пребывал на кафедре минимум до 1174 года. К тому же поименованный Михаил русским источникам неизвестен.
Новый митрополит Михаил III (с января 1170 года) покровительствовал монашеству и пользовался его поддержкой, будучи противником унии; у него были все основания поддерживать мир в Русской Церкви и поощрить преданный Православию монастырь. Вследствие этого его настоятель получил преимущество перед прочими игуменами русских монастырей; возможно, именно в это время, учитывая новый титул игумена, Печерский монастырь получает название лавры. Таким образом, можно предполагать, что почётное звание архимандрита, в качестве которого Поликарп впервые публично выступает во время торжеств в июле 1171 года, было доставлено именно новым митрополитом, прибывшим в Киев приблизительно в июне 1171 года (этот месяц является наиболее благоприятной порой для путешествия по морю и Днепру из Константинополя в Киев).
Как долго занимал кафедру Михаил III, неясно.